# Kathleen Chalfant
Kathleen Ann Chalfant, nata Kathleen Ann Bishop (San Francisco, 14 gennaio 1945), è un'attrice statunitense, attiva soprattutto a teatro.

## Biografia
Nata a San Francisco da genitori proprietari di un ostello per artisti, cresce ad Oakland. Prende il cognome dal marito fotografo e cineamatore Henry Chalfant, sposato nel 1966. Ha avuto due figli, il musicista David e la scenografa teatrale Andromache. Ha studiato all'Università di Stanford. Si è formata come attrice sotto l'insegnamento di Wynn Handman (a sua volta un pupillo di Sanford Meisner) e a Roma con Alessandro Fersen.
Ha cominciato a recitare nell'Off-Broadway negli anni settanta e da allora è stata attiva prevalentemente sul palco. Ha esordito a Broadway nel 1993 come parte del cast originale di Angels in America - Il millennio si avvicina, nel ruolo di Hannah Pitt, venendo candidata ai Tony Awards come migliore attrice non protagonista. Ha poi ricevuto l'Outer Critics Circle Award, il Drama Desk Awards, l'Obie Award, il Drama League Award e il Lucille Lortel Award per la sua interpretazione a fine anni novanta nel dramma premio Pulitzer Wit, che ha portato sul palco per tre anni; per la parte di Vivian Bering, l'attrice si è rasata completamente la testa e ha incorporato la propria esperienza con il fratellastro Alan Palmer, che aveva visto morire di cancro terminale nel 1998. Ha vinto poi un secondo Obie Award quattro anni più tardi per Signore e signori di Alan Bennett.
È apparsa anche in TV, ricoprendo ruoli ricorrenti nelle serie The Guardian, House of Cards - Gli intrighi del potere e The Affair - Una relazione pericolosa.

## Teatro (parziale)
- Dance With Me di Greg Antonacci, regia di Joel Zwick. Mayfair Theatre di New York (1975–1976)
- The Investigation of the Murder in El Salvador di Charles Mee, regia di David Schweizer. Perry Street Theatre di New York (1989)
- Il crogiuolo di Arthur Miller, regia di Gerald Freedman. Union Square Theatre di New York (1990)
- The Party di Ellen McLaughlin, da Virginia Woolf, regia di David Esbjornson, con Kathleen Chalfant (vari ruoli). Vineyard Theatre di New York (1992)
- Angels in America - Il millennio si avvicina di Tony Kushner, regia di George C. Wolfe, scene di Robin Wagner, con Kathleen Chalfant (Hannah Pitt), David Marshall Grant (Joe Pitt), Marcia Gay Harden (Harper Pitt), Joe Mantello (Louis Ironson), Ellen McLaughlin (l'Angelo), Stephen Spinella (Walter), Jeffrey Wright (Belize) e Ron Leibman (Roy Cohn). Walter Kerr Theatre di New York (1993–1994)
- Angels in America - Perestroika di Tony Kushner, regia di George C. Wolfe, scene di Robin Wagner, con Kathleen Chalfant (Hannah Pitt), David Marshall Grant (Joe Pitt), Marcia Gay Harden (Harper Pitt), Joe Mantello (Louis Ironson), Ellen McLaughlin (l'Angelo), Stephen Spinella (Walter), Jeffrey Wright (Belize) e Ron Leibman (Roy Cohn). Walter Kerr Theatre di New York (1993–1994)
- Iphigenia and Other Daughters di Ellen McLaughlin, regia di David Esbjornson, con Kathleen Chalfant (Clitemnestra), Seth Gilliam (Oreste), Deborah Hedwall (Crisotemi), Susan Himbinder (Ifigenia) e Sheila Tousey (Elettra). East 13th Street Theatre di New York (1995)
- Racing Demon di David Hare, regia di Richard Eyre, scene di Bob Crowley, con Kathleen Chalfant (Heather Espy), Michael Cumpsty (rev. Tony Ferris), John Curless (Tommy Adair), Paul Giamatti (rev. Donald "Streaky" Bacon), Patrice Johnson (Stella Marr), George Martin (mons. rev. Charlie Allen, vescovo di Southwark), Kathryn Meisle (Frances Parnell), Brian Murray (rev. Harry Henderson), Denis O'Hare (Ewan Gilmour), Josef Sommer (rev. Lionel Espy) e John Vennema (mons. rev. Gilbert Heffernan, vescovo di Kingston). Vivian Beaumont Theater di New York (1995)
- Twelve Dreams di James Lapine, regia di James Lapine, con Mischa Barton (Emma Hatrick), Brittany Boyd (Rindy), Kathleen Chalfant (Jenny), Harry Groener (Charlie Hatrick), Meg Howrey (Miss Banton), Donna Murphy (Dorothy Trowbridge), Matthew Ross (Sanford Putnam) e Jan Rubes (Professore). East 13th Street Theatre di New York (1995)
- Finale di partita di Samuel Beckett, regia di David Esbjornson, con Kathleen Chalfant (Clov), Alan Manson (Nagg), John Seitz (Hamm), Irma St. Paule (Nell). East 13th Street Theatre di New York (1995)
- Enrico V di William Shakespeare, regia di Doug Hughes. Delacorte Theater di New York (1996)
- Nine Armenians di Leslie Ayvazian, regia di Lynne Meadow, scene di Santo Loquasto, con Cameron Boyd (Raffi), Kathleen Chalfant (Non / Marie), Richard E. Council (zio Garo), Michael Countryman (Nohn / Dad), Linda Emond (Armine / Mom), Sophie Hayden (zia Louise), Sevanne Martin (Ani), Ellen Muth (Virginia / Ginya) ed Ed Setrakian (Pop / Vartan). New York City Center di New York (1996–1997)
- Wit di Margaret Edson, regia di Derek Anson Jones. Long Wharf Theater di New Haven (1997)
- Wit di Margaret Edson, regia di Derek Anson Jones, con Kathleen Chalfant (Vivian Bearing), Walter Charles (Harvey Kelekian / sig. Bearing), Alec Phoenix (Jason Posner), Paula Pizzi (Susie Monahan) e Helen Stenborg (E. M. Ashford). Union Square Theatre di New York (1998–2000)
- Signore e signori di Alan Bennett, regia di Michael Engler, con Kathleen Chalfant	(Susan), Daniel Davis (Graham), Christine Ebersole (Irene Ruddock), Valerie Mahaffey (Lesley), Lynn Redgrave (Miss Fozzard) e Brenda Wehle (Celia). Minetta Lane Theatre di New York (2003)
- Savannah Bay di Marguerite Duras, regia di Les Waters, con Kathleen Chalfant (Madeleine) e Marin Ireland (la giovane). East 13th Street Theatre di New York (2003)
- The Last Letter, da Vita e destino di Vasilij Grossman, regia di Frederick Wiseman, con Kathleen Chalfant (Anna Sëmenova). Lucille Lortel Theatre di New York (2003)
- Guantanamo: Honor Bound to Defend Freedom di Victoria Brittain e Gillian Slovo, regia di Nicholas Kent e Sacha Wares, con Jeffrey Brick (Tom Clarke), Kathleen Chalfant (Gareth Peirce), Steven Crossley (Mark Jennings / Greg Powell), Ramsey Faragallah (Wahab al-Rawi), Robert Langdon Lloyd (Lord Johan Steyn / Donald Rumsfeld), Aasif Mandvi (Moazzam Begg), Maulik Pancholy (Ruhel Ahmed), Andrew Stewart-Jones (Jamal al-Harith), Joris Stuyck (Clive Stafford Smith / Jack Straw) e Waleed Zuaiter (Bisher al-Rawi). 45 Bleecker Street Theate di New York (2004)
- Five By Tenn di Tennessee Williams, regia di Michael Kahn, con Kathleen Chalfant (Anna / Vera Cartwright / Frieda / One), Cameron Folmar (Donald Fenway / Candy Delaney), Penny Fuller (sig.ra Fenway / Visitor), Hunter Gilmore (Alvin Krenning), Jeremy Lawrence (l'Autore), David Rasche (Josie Cartwright / Lawrence / Two), Robert Sella (Dennis Merriwether / Jerry Johnson) e Myk Watford (Karl). New York City Center di New York (2004)
- Great Expectations di Bathsheba Doran, da Grandi speranze di Charles Dickens, regia di Will Pomerantz, con Kenneth Boys (Pumblechook / Orlick / Herbert Pocket), Kristen Bush (Miss Joe / Estella), Christian Campbell (Philip "Pip" Pirrip), Kathleen Chalfant (Miss Havisham), Emily Donahoe (Biddy), John Joseph Gallagher (Abel Magwitch / Jaggers) e Paul Niebanck (Joe Gargery / Bentley Drummle). Lucille Lortel Theatre di New York (2006)
- A Hard Heart di Howard Barker, regia di Will Pomerantz. Harold Clurman Theater di New York (2007)
- Dead Man's Cell Phone di Sarah Ruhl, regia di Anne Bogart, con David Aaron Baker (Dwight), Kathleen Chalfant (sig.ra Gottlieb), Carla Harting (l'altra donna), Kelly Maurer (Hermia), Mary-Louise Parker (Jean) e T. Ryder Smith (Gordon). Playwrights Horizons di New York (2008)
- Vita & Virginia di Eileen Atkins, regia di Pamela Berlin, con Patricia Elliott (Vita Sackville-West) e Kathleen Chalfant (Virginia Woolf). Zipper Factory Theater di New York (2008)
- Family Week di Beth Henley, regia di Jonathan Demme, con Quincy Tyler Bernstine (Rickey), Kathleen Chalfant (Lena), Rosemarie DeWitt (Claire) e Sami Gayle (Kay). Lucille Lortel Theatre di New York (2010)
- Red Dog Howls di Alexander Dinelaris, regia di Ken Rus Schmoll, con Kathleen Chalfant (Rose Afratian), Florencia Lozano (Gabriella Kiriakos) e Alfredo Narciso (Michael Kiriakos). New York Theatre Workshop di New York (2012)
- Somewhere Fun di Jenny Schwartz, regia di Anne Kauffman. Vineyard Theatre di New York (2013)
- Tales From Red Vienna di David Grimm, regia di Kate Whoriskey, con Nina Arianda (Helena Altman), Tina Benko (Mutzi von Fessendorf), Kathleen Chalfant (Edda Schmidt), Michael Esper (Bela Hoyos), Michael Goldsmith (Rudy Zuckermaier) e Lucas Hall (Karl Hupka). New York City Center di New York (2015)
- Dear Elizabeth di Sarah Ruhl, regia di Kate Whoriskey, con Kathleen Chalfant (Elizabeth) ed Harris Yulin (Robert). McGinn-Cazale Theatre di New York (2015)
- For Peter Pan on Her 70th Birthday di Sarah Ruhl, regia di Les Waters, con Kathleen Chalfant (Ann), David Chandler (Jim), Ron Crawford (George), Lisa Emery (Wendy), Daniel Jenkins (John) e Keith Reddin (Michael). Playwrights Horizons di New York (2017)

## Filmografia

### Cinema
- Dentro la grande mela (Five Corners), regia di Tony Bill (1987)
- Regina senza corona (Miss Firecracker), regia di Thomas Schlamme (1989)
- Lotto 249 (Lot 249), episodio de I delitti del gatto nero (Tales from the Darkside: The Movie), regia di John Harrison (1990)
- Voglia di vendetta (Out of the Rain), regia di Gary Winick (1991)
- Due vite in pericolo (Jumpin at the Boneyard), regia di Jeff Stanzler (1992)
- Bob Roberts, regia di Tim Robbins (1992)
- Fly by Night, regia di Steve Gomer (1992)
- Junior, regia di Ivan Reitman (1994)
- Murder and Murder, regia di Yvonne Rainer (1996)
- David Searching, regia di Leslie L. Smith (1997)
- Il gioco dei rubini (A Price Above Rubies), regia Boaz Yakin (1998)
- The Last Days of Disco, regia di Whit Stillman (1998)
- Side Streets, regia di Tony Gerber (1998)
- Una spia per caso (Company Man), regia di Peter Askin e Douglas McGrath (2000)
- The Pornographer: A Love Story, regia di Alan Wade (2004)
- 2B Perfectly Honest, regia di Randel Cole (2004)
- Kinsey, regia di Bill Condon (2004)
- Perfect Stranger, regia di James Foley (2007)
- Duplicity, regia di Tony Gilroy (2009)
- Hereditary - Le radici del male (Hereditary), regia di Ari Aster (2018)
- Old, regia di M. Night Shyamalan (2021)
- Familiar Touch, regia di Sarah Friedland (2024)

### Televisione
- Così gira il mondo (As the World Turns) – serial TV, 1 puntata (1989)
- L.A. Law - Avvocati a Los Angeles (L.A. Law) – serie TV, episodio 7x03 (1992)
- La valle dei pini (All My Children) – serial TV, 1 puntata (1994)
- New York Undercover – serie TV, episodio 3x04 (1996)
- Spin City – serie TV, episodio 1x21 (1997)
- Prince Street – serie TV, 5 episodi (1997-2000)
- La tempesta del secolo (Storm of the Century) – miniserie TV, 3 puntate (1999)
- The Beat – serie TV, episodio 1x06 (2000)
- Law & Order - Unità vittime speciali (Law & Order: Special Victims Unit) – serie TV, 4 episodi (2000-2015)
- The Guardian – serie TV, 27 episodi (2001-2004)
- Law & Order - I due volti della giustizia (Law & Order) – serie TV, episodi 11x13-14x04-19x12 (2001-2009)
- Law & Order: Criminal Intent – serie TV, episodi 1x03-6x20 (2001-2007)
- The Laramie Project, regia di Moisés Kaufman – film TV (2002)
- A Death in the Family, regia di Gilbert Cates – film TV (2002)
- Lackawanna Blues, regia di George C. Wolfe – film TV (2005)
- The Book of Daniel – serie TV, 4 episodi (2006)
- Georgia O'Keeffe, regia di Bob Balaban – film TV (2009)
- Rescue Me – serie TV, 7 episodi (2009)
- Mercy – serie TV, episodio 1x01 (2009)
- Una vita da vivere – serial TV, 1 puntata (2009)
- NYC 22 – serie TV, episodio 1x01 (2012)
- House of Cards - Gli intrighi del potere (House of Cards) – serie TV, 5 episodi (2013-2016)
- Muhammad Ali's Greatest Fight, regia di Stephen Frears – film TV (2013)
- Elementary – serie TV, episodio 2x06 (2013)
- The Americans – serie TV, episodio 2x03 (2014)
- The Strain – serie TV, episodi 1x05-2x01 (2014-2015)
- Forever – serie TV, episodio 1x04 (2014)
- The Affair - Una relazione pericolosa (The Affair) – serie TV, 18 episodi (2014-2019)
- Madam Secretary – serie TV, episodi 1x15-2x11-2x22 (2015-2016)
- Heartbeat – serie TV, episodio 1x03 (2016)
- Doubt - L'arte del dubbio (Doubt) – serie TV, 5 episodi (2017)
- High Maintenance – serie TV, episodio 3x06 (2019)
- New Amsterdam – serie TV, episodio 2x04 (2019)
- The Blacklist – serie TV, episodio 9x02 (2021)
- Bull – serie TV, episodi 6x21-6x22 (2022)

## Riconoscimenti

### Teatro
- Drama Desk Award
  - 1993 – Candidatura alla miglior attrice non protagonista in un'opera teatrale per Angels in America - Il millennio si avvicina
  - 1994 – Candidatura alla miglior attrice non protagonista in un'opera teatrale per Angels in America - Perestroika
  - 1996 – Candidatura alla miglior attrice non protagonista in un'opera teatrale per Nine Armenians
  - 1999 – Miglior attrice in un'opera teatrale per Wit
  - 2015 – Candidatura alla miglior attrice in un'opera teatrale per A Walk in the Woods
- Outer Critics Circle Award
  - 1999 – Miglior attrice in un'opera teatrale per Wit
- Obie Award
  - 1999 – Miglior interpretazione per Wit
  - 2003 – Miglior interpretazione per Signore e signori
  - 2018 – Premio alla carriera
- Drama League Award
  - 1999 – Miglior performance per Wit
- Lucille Lortel Award
  - 1999 – Miglior attrice per Wit
  - 2004 – Premio alla carriera
- Tony Award
  - 1993 – Candidatura alla miglior attrice non protagonista in un'opera teatrale per Angels in America - Il millennio si avvicina

### Cinema
- Mostra internazionale d'arte cinematografica
  - 2024 – Premio Orizzonti per la miglior interpretazione femminile per Familiar Touch

## Doppiatrici italiane
Nelle versioni in italiano delle opere in cui ha recitato, Kathleen Chalfant è stata doppiata da:
- Lorenza Biella in Law & Order - Unità vittime speciali (st. 16), Old
- Alina Moradei in Dentro la grande mela
- Serena Verdirosi in Law & Order - Unità vittime speciali (ep. 2x06)
- Annamaria Mantovani in The Guardian
- Manuela Massarenti in Law & Order: Criminal Intent (ep. 1x03)
- Rosalba Bongiovanni in Law & Order: Criminal Intent (ep. 6x20)
- Vittoria Febbi in Duplicity
- Aurora Cancian in House of Cards - Gli intrighi del potere
- Graziella Polesinanti in The Strain
- Rita Savagnone in Forever
- Paila Pavese in The Affair - Una relazione pericolosa
- Valeria Perilli in Bull